# Chris Korb
Chris Korb (Gates Mills, Ohio, Estados Unidos, 8 de octubre de 1987) es un futbolista estadounidense. Juega de posición de defensa y actualmente se encuentra sin club, su último equipo fue el D.C. United de la Major League Soccer.

## Clubes
| Club                     | País           | Año       |
| ------------------------ | -------------- | --------- |
| Cleveland Internationals | Estados Unidos | 2006-2009 |
| D.C. United              | Estados Unidos | 2011-2017 |

## Palmarés

### Campeonatos nacionales
| Título                   | Club        | País           | Año  |
| ------------------------ | ----------- | -------------- | ---- |
| Lamar Hunt U.S. Open Cup | D.C. United | Estados Unidos | 2013 |